# عرعر (شجر)

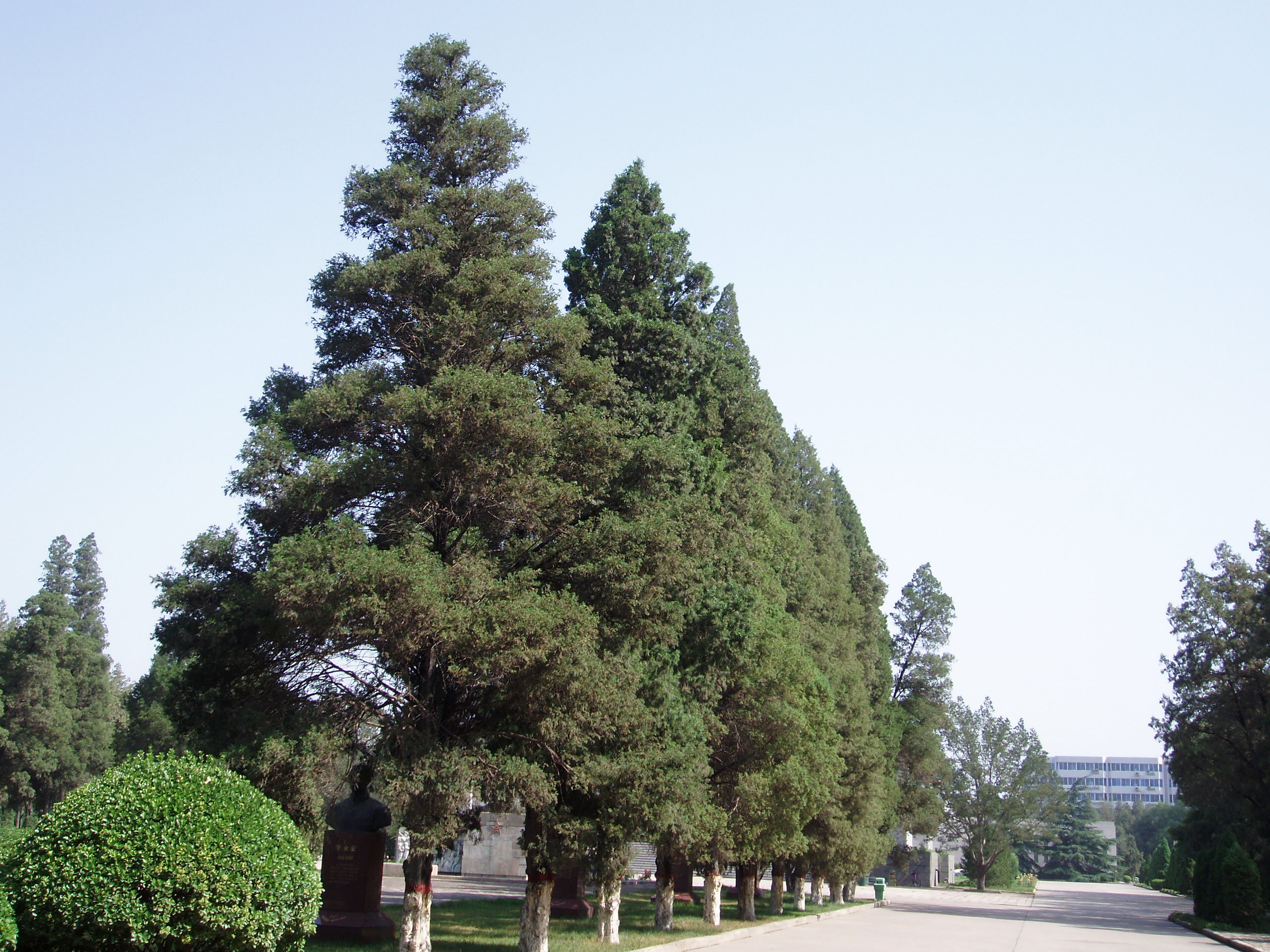
شجر العرعر

العرعر أو عرعر كادي أو عرعار (باللاتينية: Juniperus) جنس نباتي يتبع الفصيلة السروية ويضم حوالي خمسين نوعاً من النباتات المعمرة ودائمة الخضرة.

## أنواع العرعر
- العرعر الأرزي (باللاتينية: Juniperus cedrus)
- العرعر السوري (باللاتينية: Juniperus drupacea) في المشرق العربي
- العرعر الشائع (باللاتينية: Juniperus communis) في المغرب العربي ومعظم مناطق أوروبا والقوقاز
- العرعر الصيني (باللاتينية: Juniperus chinensis) في الصين
- العرعر الفورموزي (باللاتينية: Juniperus formosana)
- العرعر الفينيقي (باللاتينية: Juniperus phoenicea) في المشرق العربي
- العرعر الطويل (باللاتينية: Juniperus procera) في جنوب غرب الجزيرة العربية وشرق السودان وشرق أفريقيا
- العرعر القاسي (باللاتينية: Juniperus rigida) في اليابان وكوريا وشرق الصين وشرق روسيا
- العرعر قصير الأوراق (باللاتينية: Juniperus brevifolia)
- العرعر الكادي (باللاتينية: Juniperus oxycedrus) في المشرق العربي والمغرب العربي
- العرعر كبير الثمار (باللاتينية: Juniperus macrocarpa)
- العرعر المنتن (باللاتينية: Juniperus foetidissima) في غرب الجزيرة العربية والمشرق العربي والمغرب العربي وحوض البحر الأبيض المتوسط
- العرعر الكوماروفي (باللاتينية: Juniperus komarovii) في الصين
- عرعر المرتفعات (باللاتينية: Juniperus excelsa) في المشرق العربي وتركيا واليونان
- أبهل (باللاتينية: Juniperus sabina) في المغرب العربي ومعظم مناطق أوروبا
- عرعار فواح (باللاتينية: Juniperus thurifera) في المغرب العربي ومعظم مناطق أوروبا

## المحتويات الكيميائية للعرعر
يحتوي العرعر على زيت طيار وانيولين ومواد سكرية وراتنجية وصمغية وشمعية طعمها مر، وهو يحتوي على مركبات كثيرة تصل إلى 80 مركباً وكان أهمها باينين، بايونيك أسد، كامفين، سدرال، سيدرين، وسيسكوتربين كما يوجد فيه أشباه قلويات وجلوكوزيدات قلبية وأحماض عضوية بالإضافة إلى أملاح من أهمها الكالسيوم، ومن أهم المركبات المفصولة والتي أعطت تأثيراً مضاداً للبكتريا وخاصة البكتريا الخاصة بالسل الرئوي فصل مركبان قورنت بالمضادات التي تعطى لعلاج السل ووجد أن هذين المركبين أقوى من تلك المستحضرات.
كما يحوي الزيت العطري لشجر العرعر على مركب سابينين وثوجون وكارين في تركيبته.

## استعمالات العرعر
خشب العرعر يستخدم في النجارة.
تنمو في المناطق الباردة ويوجد منها ذكر وأنثى وهي تشكل أغلب الغطاء الخضري ابتداءً من الطائف وحتى نهاية سلسلة جبال الحجاز جنوباًَ، ويقال أن أشجار العرعر تعمّر مئات السنين، وهي من الأشجار الجذابة الظليلة وذات رائحة منعشة لما تحويه من كمية وفيرة من الزيوت الطيارة، كما أن للعرعر رائحة جميلة عند حرقه، يعتبر نبات العرعر من النباتات عارية البذور، ولقد ثبت أن أشجار العرعر هي أقدم أشجار العرعر التي تعيش في المملكة إذ ليس من المستغرب أن يكتشف أن بعض هذه الأشجار تبلغ من العمر آلاف السنين.
يوجد عدة أنواع من العرعر أهمها: J.phoenicea وJuniperus Procera والنوع الأول هو الأكثر والمعروف لدى عامة الناس وله ثمار عنبية ذات لون أزرق إلى بنفسجي بينما النوع الثاني له لون بني وأصغر عادة في الحجم من النوع الأول، وثمار العرعر لها طعم حلو تتلوه مرارة مع قبض يسير. تفرز أغصان وجذوع أشجار العرعر مادة راتنجية على هيئة دموع صغيرة تشبه في شكلها المصطكي إلا أن لونها أغمق.
يستعمل العرعر على نطاق واسع فيستخدم في المناطق التي ينمو فيها لتحضير القطران الأسود وتحضير زيت القطران والذي يسمى «صفوة» ويستعمل القطران وزيته الصافي لاغراض كثيرة فيستخدم في الجنوب لطلاء الأبواب والنوافذ وأزيار الماء الفخارية وكذلك دهان الجزء الأسفل من جدران الحمامات القديمة وكذلك كمطهر وقاتل للبكتيريا، كما تدهن به بعض سقوف المنازل الخشبية كمضاد للأرضة نوع من النمل الأبيض الآكل للخشب، أما زيت القطران والمعروف بالصفوة فيستخدم على نطاق واسع لقتل القردان والبراغيث في الأغنام وكذلك الجرب وقتل القمل والصيبان الذي يتكون في شعر الرأس ومن أفضل الأدوية في هذا المجال، تستخدم أوراق العرعر الطازجة شعبياً على هيئة منقوع لعلاج السل الرئوي في المناطق الذي ينمو فيه هذا النبات، كما تستخدم لبعض حالات الربو، بالإضافة إلى أن منقوع أوراق العرعر الجافة تخفف من اليرقان، كما تستعمل ثمار العرعر كربوب للأوعية الجلدية بعد دباغتها وخاصة تلك التي تحفظ السمن والعسل، والطريقة أن تؤخذ الثمار عند تمام نضجها ثم تطبخ مع كمية قليلة من الماء حتى تنصهر وتصبح مثل العسل السميك ثم يبرد ويوضع داخل الوعاء الجلدي الذي يوجد على هيئة قرب صغيرة ويترك هذا السائل في الوعاء لمدة طويلة ثم يخرج منه وبعد ذلك يمكن أن تعبأ بالسمن أو العسل فيمكث السمن أو العسل سنين طويلة لا يحصل له أي تلف أو أي تأثير ولا تتغير رائحته أو طعمه.
لقد ورد ذكر العرعر في وصفات فرعونية في بردية "هيرست" و"ايبرز" كوصفات علاجية لتسكين الآلام وأمراض القلب والصرع ولعلاج التهابات المسالك البولية ولإدرار البول ولتسكين المغص الكلوي وضد حالات الحمى ولإدرار الطمث ولإزالة آلام المفاصل والروماتيزم. موضعياً لعلاج الحروق، وصنع الفراعنة من ثمار العرعر شراباً ضد الدودة الشريطية ولعلاج النزلات المعوية ولعلاج السعال والربو، ومما هو جدير بالذكر أن العرعر جاء في عشرين وصفة معظمها لإدرار البول ولمنع الشيب في الرأس، وقال ابن سينا عن العرعر: "العرعر مسخن وملطف جيد لشدخ العضل وأوجاع الصدر والسعال، ينقي ويفتح السدد فيها، وهو للمعدة شراباً، جيد لضيق الرحم واوجاعه"، وقال ابن البيطار: "العرعر مسخن ملطف لرفع ضرر لسع الهوام وطرد الهوام والذباب تدخيناً" وقال داود الانطاكي: "العرعر حار في الأول وعوده بارد وثمره حار في الثانية وكله يابس في الثالثة يلحم الجراح ويحبس الدم ملطفاً، ويخفف القروح حيث كانت ويحلل الأورام ويجلو الأبخار وخصوصاً البرص طلاءً وشرباً. الغرغرة بطبخه يسكن أوجاع الأسنان وقروح اللثة ويشد رخاوتها، وثمره طرياً يشد ويلحم الفتق أكلا وضماداً وإن عجن بالعسل ولعق أبرأ السعال المزمن. ثمره بالماء والخل وطبخه بالدهن لدهان الشعر يسوده ويمنع سقوطه، وكذا يجبر الكسر ورض المفصل وضعف العصب.

### الاستخدامات الطبية
أوراقه وحباته لها استخدامات طبية كثيرة في طب الأعشاب، لأنها مطهرة ومدرة للبول ومنبهة وطاردة للريح، ومنقوع حب العرعر يساعد في حالات الانتفاخ وعسر الهضم ويستخدم مغلي الفروع لمعالجة الروماتيزم المفصلي والعضلي.
وتدخل حبات العرعر في صناعة الكثير من الأدوية، لعلاج الديدان الشريطية وعلاج البطن والشرج والربو يستخدم مغلي خشب العرعر لعلاج الأمراض الجلدية المزمنة.
- أما الطب الحديث فيقول عن العرعر:

جيد لأوجاع الصدر والغازات المعوية والسعال وضيق الرحم، يستعمل مغلي ثمار العرعر بنسبة 25 حبة لكل كوب ماء والجرعة المناسبة ثلاث أكواب يومياً.
يستعمل مشروب أوراق العرعر بنسبة 25 جم + 180ملي ماء مغلي + 5 جم نترات البوتاسيوم + 15جم عسل نقي والجرعة من 2 إلى 3 أكواب يومياً وذلك لعلاج عسر البول وحصوات المجاري البولية والاستسقاء.
يستعمل مغلي العرعر 20 جم لكل كوب ماء والجرعة من 3 4 أكواب يوميا وذلك لعلاج الأمراض الجلدية المزمنة والبثور والدمامل.
يستعمل حب العرعر في المستحضرات الطبية أكثر مما يستعمل في المأكولات، ولكن هذا لا يمنع من أن نفيد من خواصه التي تجعل بعض الطيور تقبل عليه بنهم شديد إلى درجة تصبح معها لحومها ذات رائحة عطرية واضحة ومنفرة لدى الآكلين. ويُصنع في بعض بلاد أوروبا مسحوقا من حب العرعر والشعير يشرب بدل القهوة.
ويُصنع رُب العرعر من حبيبات العرعر الناضجة تماما بعد غمرها في الماء وغليها لمدة ساعة، ثم تسحق وتصفى بالمصفاة ويضاف إليها السكر، ثم تُعاد إلى النار حتى يصبح لدينا سائلا لزجا يوضع في أوعية ويحفظ كما يحفظ المربى.
ويستعمل حب العرعر في علاج رائحة الفم الكريهة وثقل المعدة، وذلك بأن يتناول المصاب من ست إلى عشر حبات، وأما زيت الهارلم الذي يستعمله المصابون بالمغص الكلوي فإنه يُستخلص من تربنتين العرعر. ويفيد حب العرعر في علاج الشهقة حيث يؤخذ مسحوقا ومذابا في الماء بمعدل خمس وعشرين حبة في اللتر الواحد، ويمكن تحليته بالسكر.